# Pterolophia ashantica
Pterolophia ashantica là một loài bọ cánh cứng trong họ Cerambycidae.